# Associazione Calcio Andrea Doria 1938-1939
Questa voce raccoglie le informazioni riguardanti l'Associazione Calcio Andrea Doria nelle competizioni ufficiali della stagione 1938-1939.

## Rosa
| N. |                   | Ruolo | Calciatore          |
| -- | ----------------- | ----- | ------------------- |
|    | Italia (bandiera) | A     | Vittorio Ansaldo    |
|    | Italia (bandiera) |       | Alfredo Balbi       |
|    | Italia (bandiera) |       | Dante Campanelli    |
|    | Italia (bandiera) |       | Fiore Cò            |
|    | Italia (bandiera) |       | Paolo Fassiolo      |
|    | Italia (bandiera) | D     | Francesco Giorgelli |
|    | Italia (bandiera) |       | Mario Grassi        |
|    | Italia (bandiera) | P     | Enrico Ivaldi       |
|    | Italia (bandiera) | D     | Rodolfo Landini     |

| N. |                   | Ruolo | Calciatore          |
| -- | ----------------- | ----- | ------------------- |
|    | Italia (bandiera) |       | Vincenzo Lanza      |
|    | Italia (bandiera) |       | Giovanni Moroni     |
|    | Italia (bandiera) | P     | Norberto Morsia     |
|    | Italia (bandiera) | A     | Giuseppe Parodi     |
|    | Italia (bandiera) |       | Guglielmo Pittaluga |
|    | Italia (bandiera) |       | Aurelio Selmi       |
|    | Italia (bandiera) | A     | Bruno Valesani      |
|    | Italia (bandiera) | A     | Claudio Zino        |